# Galerie Zdeněk Sklenář
Galerie Zdeněk Sklenář vznikla v polovině 90. let 20. století v Litomyšli, v ulici Mariánská čp. 1097. Jejím zakladatelem a majitelem je Zdeněk Sklenář, galerista, který je synovcem známého českého malíře a výtvarníka Zdeňka Sklenáře (1910–1986).

## Historie
V roce 1998 rozšířila Galerie Zdeněk Sklenář svoji působnost do Prahy, kde otevřela výstavní prostory v Petrské ulici č. 12. V roce 2001 otevřela nové sídlo na Smetanově nábřeží 334/4, Praha 1. Tyto prostory, včetně některých uměleckých děl v nich vystavených, byly zničeny výbuchem plynu dne 29. 4. 2013. I přes značné finanční a materiální škody se majitel Zdeněk Sklenář nevzdal a otevřel znovu svoji galerii v nově získaných prostorách v Salvátorské ulici 6, Praha 1.
Od prosince 2017 sídlí Galerie Zdeněk Sklenář v nově adaptovaných prostorech v 1. patře Schönkirchovského paláce, Mikulandská 7, Praha 1.

## Výstavy
Galerie Zdeněk Sklenář představuje tradiční hodnoty českého výtvarného umění konce 19. století, přes 20. století až po současnost nejen v České republice, ale i v zahraničí. Spolupracuje přitom s významnými světovými galeriemi a muzei, přičemž se orientuje zejména na oblast východní Asie, jmenovitě Čínu (Narodní galerie umění v Pekingu, CAFA Art Museum, Today Art Museum, Times Art Museum v Pekingu, MOCA v Čcheng-tu).
Mezi vystavovanými umělci jsou především současníci významní čeští malíři, například Václav Boštík, Karel Malich, Zdeněk Sýkora, Milan Grygar nebo Jan Merta.
Ze zahraničních umělců je to například známý čínský malíř Čang Siao-kang (Zhang Xiaogang), jehož výstava s názvem Slivoň a dívka byla zahájena v lednu 2015 ve výstavních prostorech galerie v Salvátorské ulici v Praze 1.

### Přehled výstav (výběr)
- 1998 Vladimír Boudník: Grafika z let 1958 – 1962
- 1999 Milan Grygar: Obrazy a akvarely z let 1938 – 1951
- 2000 Skupina 42: Kresby, grafika, fotografie
- 2002 Josef Šíma a Otakar Štorch-Marien
- 2005 Jan Zrzavý: Perly orientu
- 2006 Federico Diaz: Fluid F1
- 2008 Václav Boštík: Nedělitelné
- 2008 Zdeněk Sýkora z edice Galerie Éditions Média a Galerie Zdeněk Sklenář (Litomyšl)
- 2009 Karel Malich 85
- 2010 Opičí král Zdeněk Sklenář/Putování Čínou (Litomyšl)
- 2011 Bohuslav Reynek
- 2011 Zdeněk Sýkora: Nulové linie
- 2012 Kamil Lhoták 100
- 2013 Václav Boštík 100
- 2014 Bohumil Kubišta: Grafika (první souborná výstava grafického díla)
- 2015 Zhang Xiaogang: Slivoň a dívka

#### Schönkirchovský palác
- 2018 Karel Malich